# Amaranten

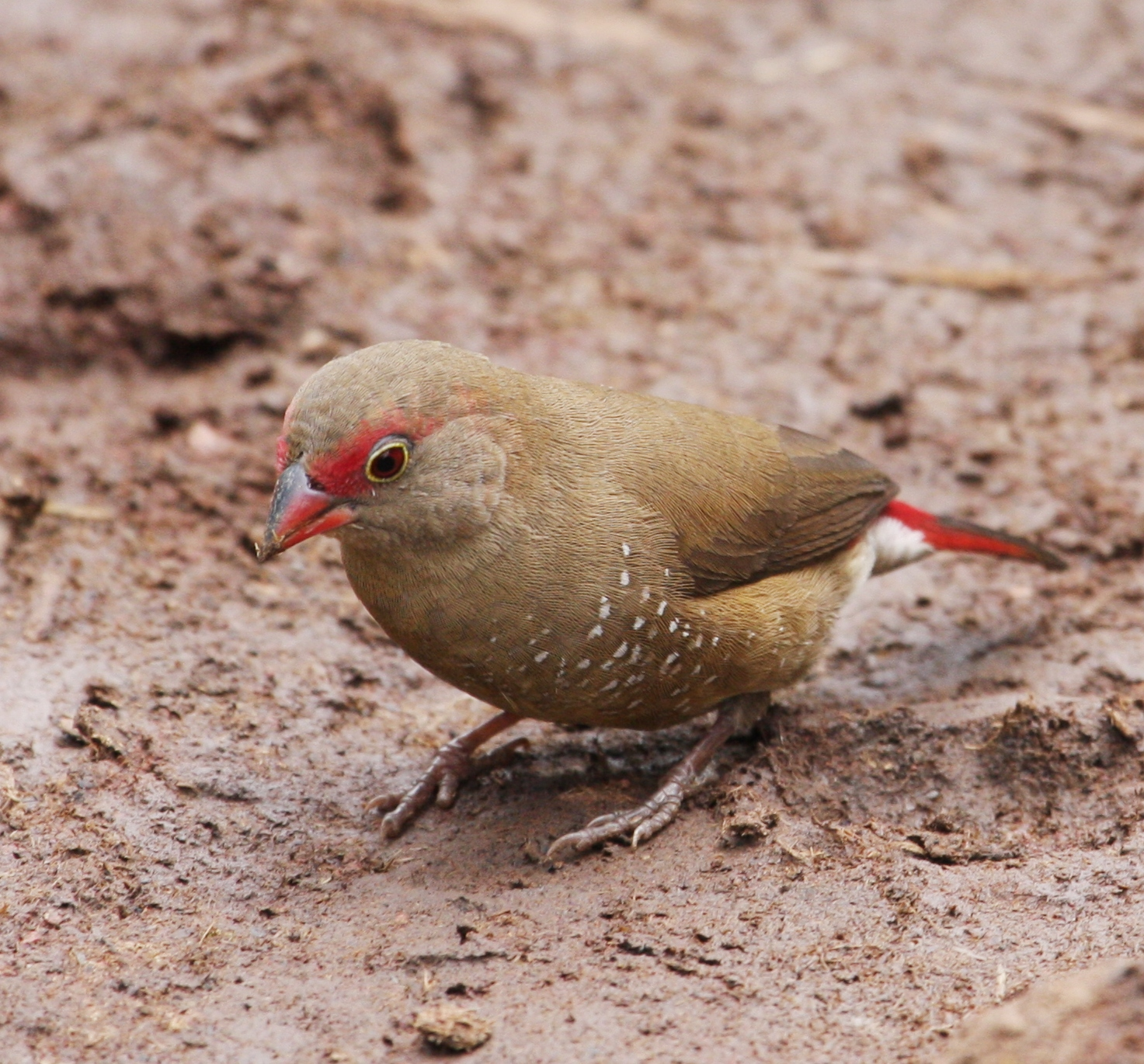
Weibchen des Senegalamarants

Die Amaranten (Lagonosticta) sind eine Gattung innerhalb der Prachtfinken. Die Arten kommen ausschließlich auf dem afrikanischen Kontinent vor. Eine der Arten, nämlich der Felsenamarant, wurde erst 1998 wissenschaftlich beschrieben.

## Beschreibung
Die Amaranten erreichen Körperlängen zwischen zehn und zwölf Zentimeter. Ihr Federkleid weist bei den meisten Arten rote bis weinrote Federpartien auf. Bei einigen Arten, wie beispielsweise dem Dunkelroten Amarant, dominiert diese Farbe das Federkleid. Beim Pünktchenamarant sind lediglich die Kopfseiten und die Vorderbrust rosenrot überhaucht. Die Flügel sind häufig graubraun. Fast alle Arten haben an den Körperseiten weiße oder weißlich rosafarbene kleine punktförmige Flecken. Die Schnäbel sind bei vielen Arten blaugrau mit einer schwärzlichen Spitze. Ausnahmen stellen davon unter anderem der Landana-Amarant dar, der einen rosenroten Unterschnabel hat und der Pünktchenamarant, der einen roten Schnabel hat. Auch der Senegal-Amarant hat einen Schnabel, der wenigsten partiell rötlich ist.
Die Weibchen sind gewöhnlich blasser gefärbt als die Männchen und bei ihnen ist der Anteil von graubraunem Gefieder höher als bei diesen.

## Verbreitungsgebiet und Lebensweise
Das Verbreitungsgebiet ist das Afrika südlich der Sahara. Einige der Arten haben ein ausgesprochen großes Verbreitungsgebiet und kommen wie der Senegalamarant in nahezu allen geeigneten Lebensräumen in diesem Gebiet vor. Zu den Arten mit dem kleinsten Verbreitungsgebiet gehört der Felsenamarant, der bisher nur vom Jos-Plateau im Norden Nigerias bekannt ist.
Die einzelnen Arten besiedeln verschiedene Lebensräume. Felsenamarant und Reichenow-Amarant besiedeln steiniges Gelände mit Grasflecken und schütteren Baumgruppen. Der Dunkelrote Amarant ist dagegen ein Vogel, der im Buschwerk, Farn und Gras am Waldrand, im dichten Ufergebüsch sowie im Unterholz schütterer Wälder und buschdurchsetzter Hochgrassavannen beheimatet ist. Trockensavannen sind auch für eine Reihe anderer Arten der typische Lebensraum. Der Braunbürzelamarant dagegen ist in Schilf- und Papyrusgürteln entlang großer Flüsse und Überschwemmungsgebiete sowie in Dickichten an Flussufern und Entwässerungskanälen zu Hause.
Die Nahrung der Amaranten besteht überwiegend aus kleinen Grassamen, die gelegentlich durch Insekten ergänzt wird. Eine besondere Bedeutung haben dabei Termiten. Die Brutzeit variiert auch innerartlich abhängig vom Verbreitungsgebiet, fällt aber häufig auf das Ende der Regenzeit. Charakteristisch für Amaranten ist eine Halm- oder Federbalz, bei der das Männchen einen Grashalm oder eine Feder im Schnabel trägt und auf der Erde oder einem horizontalen Ast vor dem Weibchen auf- und abhüpft. Die Nester sind kugelförmig und haben meist einen seitlichen Eingang. Die Gelege bestehen typischerweise aus drei bis fünf Eiern. Die Brutzeit beträgt etwa vierzehn Tage und die Jungvögel bleiben um die fünfzehn Tage im Nest. Sie werden danach meist noch weitere zwei Wochen von den Elternvögeln betreut.

## Haltung
Amaranten spielen je nach Art eine sehr unterschiedliche Rolle im Vogelhandel. Der Senegalamarant gehört heute zu den beliebtesten und am häufigsten gehaltenen afrikanischen Prachtfinkenarten. Seine Zucht gelingt inzwischen regelmäßig auch über mehrere Generationen. Der Larvenamarant war insbesondere im 19. Jahrhundert sehr beliebt. In dieser Zeit gelangte die Unterart Lagonosticta larvata vinacea, bei der die schwarze Gesichtsmaske des Männchens besonders stark mit der weinroten Brust kontrastiert, sehr häufig in den Handel. Diese Unterart wird heute nur noch unregelmäßig und in geringer Zahl eingeführt. Ihre Beliebtheit als Ziervogel hat dazu geführt, dass es für diese beiden Arten eine Reihe von deutschen Namen gibt. Der Felsenamarant und der Reichenow-Amarant sind dagegen vermutlich noch nie nach Europa eingeführt worden.

## Arten

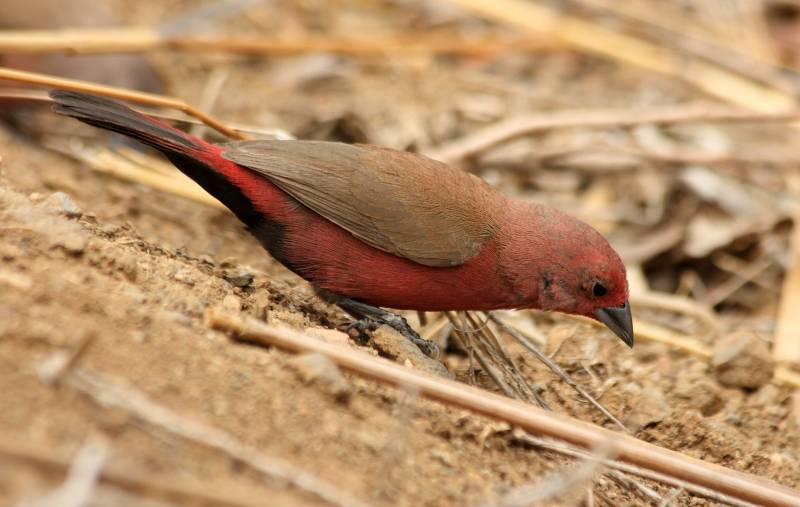
Rosenamarant
(Lagonosticta rhodopareia)

Die folgenden Arten zählen zu den Amaranten:
- Braunbürzelamarant (L. nitidula)
- Dunkelroter Amarant (L. rubricata)
- Felsenamarant (L. sanguinodorsalis)
- Landana-Amarant (L. landanaae)
- Larvenamarant (L. larvata)
- Mali-Amarant (L. virata)
- Pünktchenamarant (L. rufopicta)
- Reichenow-Amarant (L. umbrinodorsalis)
- Rosenamarant (L. rhodopareia)
- Schwarzbauchamarant (L. rara)
- Senegalamarant (L. senegala)

## Belege

### Einzelbelege
1. ↑  Nicolai u. a., S. 161.
2. ↑  Nicolai u. a., S. 156.
3. ↑  Nicolai u. a., S. 179.
4. ↑  Nicolai u. a., S. 162 und S. 163.